# Jüdische Gemeinde Liocourt

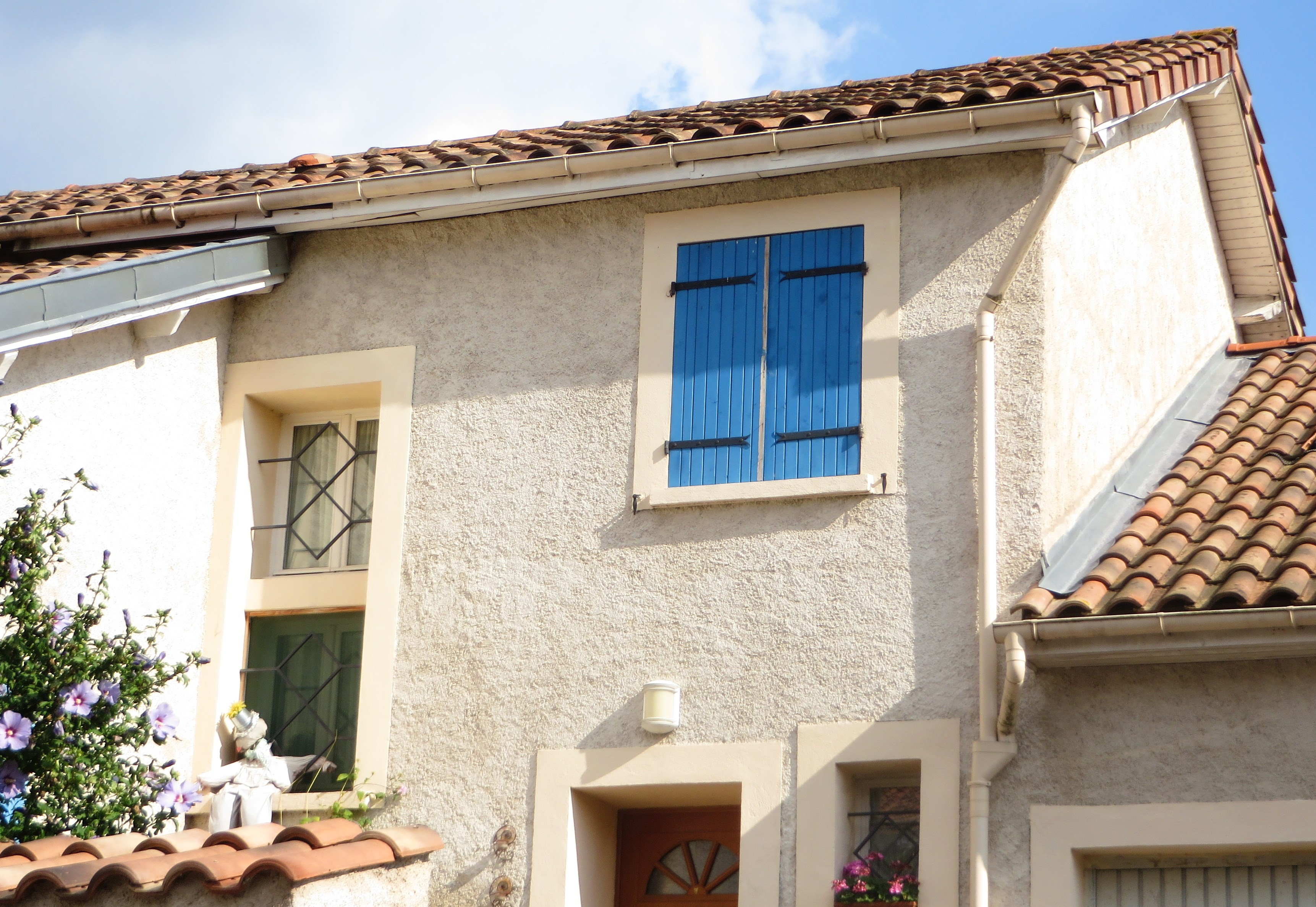
Ehemalige Synagoge in Liocourt

Eine Jüdische Gemeinde in Liocourt, einer französischen Gemeinde im Département Moselle in Lothringen, entstand spätestens Anfang des 19. Jahrhunderts.

## Geschichte
Die jüdische Gemeinde Liocourt errichtete vor 1850 die Synagoge, die  bis 1914 genutzt wurde. Sie steht bis heute, in der Rue des Vignes, und wird als Lager genutzt. Der Platz für den Toraschrein ist heute noch ersichtlich. Die jüdische Gemeinde gehörte zum israelitischen Konsistorialbezirk Metz, der seit 1808 besteht.